# BE-3
BE-3 (Blue Engine 3) — Рідинний ракетний двигун, що розробляє американська компанія Blue Origin. Головне призначення ВЕ-3 — встановлення в кількості однієї одиниці на нижньому ступені суборбітальної ракети-носія New Shepard (призначена для космічного туризму), а також (у вакуумній версії) — на другому та третьому ступенях космічної ракети New Glenn, що також розробляє Blue Origin. Розглядається можливість застосування двигуна BE-3U на новій ракеті Вулкан від ULA, а саме — на другому ступені ракети (Advanced Cryogenic Evolved Stage, перший політ — не раніше 2019 року), що стане замінником верхньому ступеню Centaur.

## Історія розвитку
Двигун ВЕ-3 є наступником двигунів, що розроблялися Blue Origin у 2000-х роках. У ВЕ-1 паливом був концентрований розчин гідрогену пероксиду (85-98)%, тяга — 8,9 кН. У ВЕ-2 було вже два компонента палива — гідроген пероксид і гас. Він виробляв 140 кН тяги.
У січні 2013 компанія анонсувала появу нового двигуна BE-3, що повинен використовувати рідкий водень і рідкий кисень, як пальне і окисник. Пізніше його протестували, симулюючи суборбітальний політ: його тривалість, фазу вільного падіння та повторне увімкнення двигуна. Випробування показали, що BE-3 на повній потужності може виробляти 490 кН тяги. При цьому є можливість зменшити її за допомогою дроселювання до 110 кН (і навіть до 89 кН). Таке дроселювання необхідне для здійснення керованого вертикального приземлення нижнього ступеню ракети-носія New Shepard.
У квітні 2015 року здійснено 450 увімкнень двигуна, загальною тривалістю 500 хвилин. І в тому ж місяці був проведений перший тестовий політ New Shepard, на якій встановлений двигун BE-3. Ракета піднялася на 93,5 км.

## Конструкція ВЕ-3

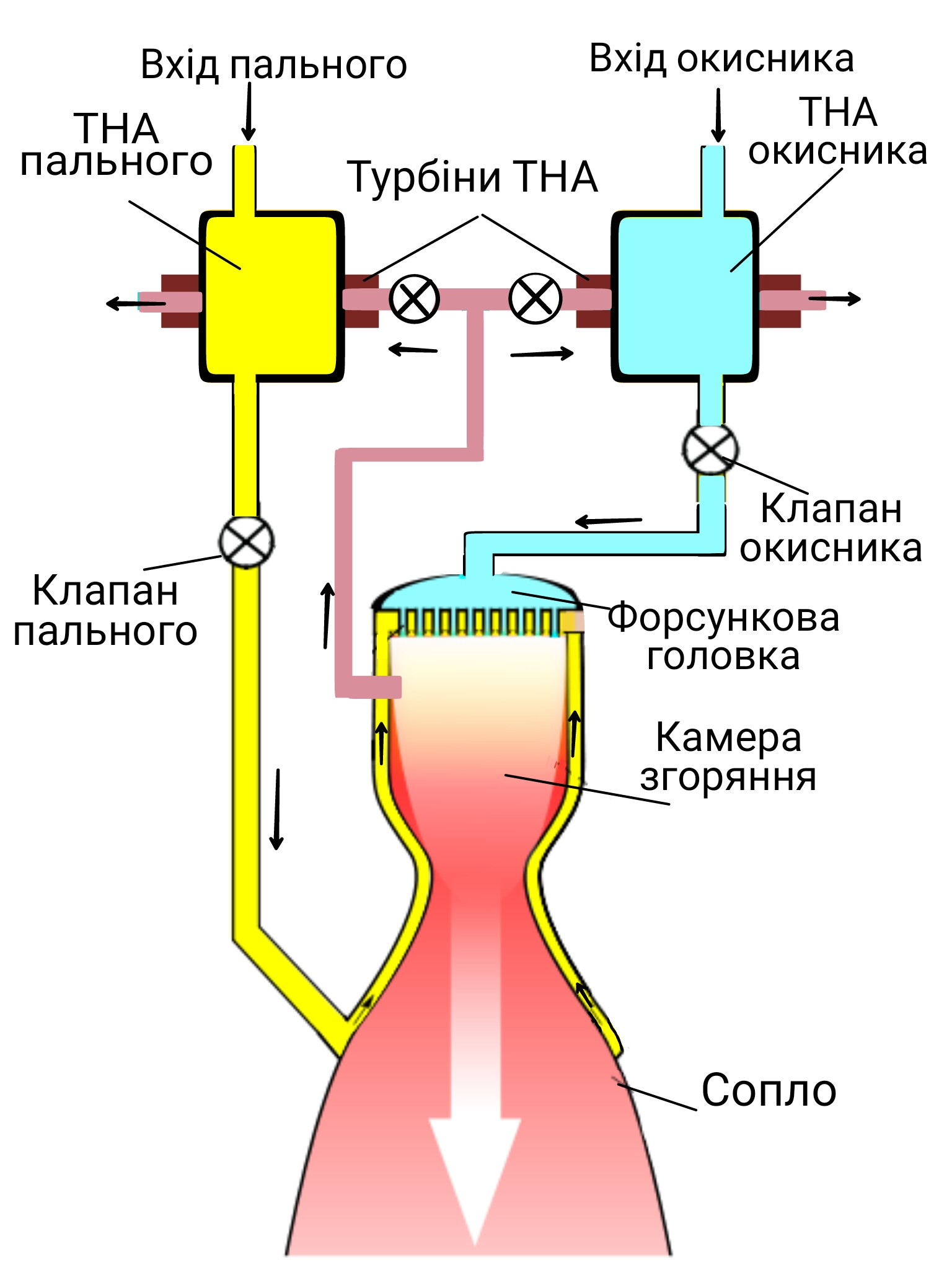
Один із варіантів схеми роботи двигуна з відкритим циклом (Combustion tap-off cycle)

Пальне і окисник прокачуються двигуном завдяки роботі турбонасосних агрегатів (ТНА) пального і окисника відповідно. Робочим тілом для турбін ТНА слугують потоки гарячого газу, що відбираються від камери згоряння. Після проходження по турбінах вони виводяться назовні, тому ВЕ-3 належить до двигунів з відкритим циклом. Позаяк паливними елементами є водень і кисень, то викидом у навколишнє середовище є вода, без усіляких шкідливих домішок.

## ВЕ-3U
Після роботи над звичайною версією двигуна Blue Origin оголосила про намір розробити модифікацію ВЕ-3 для верхніх ступенів, що працюють у космосі. А у січні 2016 року Повітряні сили США частково профінансували розробку BE-3U, що матиме видовжене сопло і зможе видавати у вакуумі тягу 670 кН.
Деякий час планувалося,що другий ступінь New Glenn оснащатиметься одним BE-4 Vacuum. Однак, для того, щоб зменшити витрату часу на розробку додаткової версії двигуна, компанія вирішила замінити його на 2 одиниці BE-3U. За їхніми розрахунками, вакуумна версія BE-3 матиме більший питомий імпульс. Про це повідомили у березні 2018 року.